# Сехізмундо Морет
Сехізмундо Морет-і-Прендергаст (ісп. Segismundo Moret y Prendergast; 2 червня 1833 — 28 січня 1913) — іспанський правник, письменник, дипломат і політик, міністр колоній, фінансів, закордонних і внутрішніх справ, тричі очолював уряд Іспанії.

## Кар'єра
1858 року закінчив юридичний факультет Центрального університету Мадрида. Працював професором політичної економії та фінансів. 1863 року був вперше обраний до лав Конгресу депутатів. Після революції 1868 року був переобраний депутатом і залишався ним упродовж майже 44 років до самої своєї смерті. Став одним з авторів конституції 1869 року.
У березні 1870 року отримав пост міністра колоній. У той період сприяв ухваленню закону про заборону рабства. Тоді ж було прийнято конституції іспанських колоній Пуерто-Рико й Куби.
У 1870-1871 роках обіймав посаду міністра фінансів, але був змушений вийти у відставку через виявлення порушення двох концесій на тютюн. Від 1872 до 1873 року був послом Іспанії у Великій Британії. Повернувшись на батьківщину після реставрації Бурбонів 1875 року, заснував Демократичну монархічну партію. Неодноразово (у 1883—1884, 1886, 1901, 1902 та 1909—1910 роках) займав пост міністра внутрішніх справ. У 1885—1888 и 1893—1894 роках очолював міністерство закордонних справ, у 1892—1894 — міністерство розвитку, 1894 — міністерство фінансів і знову міністерство колоній (1897—1898).
На посту міністра колоній в кабінеті Сагасти видав декрет про автономію Куби й Пуерто-Рико, щоб попередити проголошення незалежності тих країн, утім зрештою зазнав невдачі через війну з американцями, що почалась. Після поразки Іспанії у війні вийшов у відставку. У грудні 1902 року став ініціатором створення Інституту соціальних реформ, що надалі було реорганізовано в міністерство праці. Його діяльність на посту міністра розвитку зазнавала критики через укладену угоду з Німеччиною, яку частина еліти назвала причиною кризи іспанської важкої промисловості.
Вперше очолив уряд 1905 року. За його врядування було ухвалено закон про юрисдикцію (1906), що розширив вплив військових у суспільно-політичному житті країни. Був змушений піти у відставку, втративши більшість у парламенті й під загрозою винесення вотуму недовіри. У жовтні 1909 року знову очолив уряд після кривавого придушення повстання в Каталонії, однак уже в лютому наступного року пішов у відставку.
Окрім політичної діяльності, Морет займався наукою. 1894 року він став членом Королівської академії іспанської мови, президентом якої був до самої своєї смерті.